# Mount Battle
Mount Battle (franska: Mont Battle) är ett berg i Kanada.   Det ligger i territoriet Nunavut, i den östra delen av landet, 2 400 km norr om huvudstaden Ottawa. Toppen på Mount Battle är 1 329 meter över havet, eller 269 meter över den omgivande terrängen. Bredden vid basen är 3,4 km. Mount Battle ligger vid sjön Glacier Lake.
Terrängen runt Mount Battle är bergig åt nordväst, men åt sydost är den kuperad. Trakten runt Mount Battle är nära nog obefolkad, med mindre än två invånare per kvadratkilometer.. Det finns inga samhällen i närheten. 
Trakten runt Mount Battle består i huvudsak av gräsmarker.